# Portrait of Jason
Portrait of Jason é um documentário de 1967 dirigido, produzido e editado por Shirley Clarke e estrelado por Jason Holliday (nascido Aaron Payne, 1924–1998).
Em 2015, a Biblioteca do Congresso dos Estados Unidos selecionou o filme para preservação no National Film Registry, considerando-o "culturalmente, historicamente ou esteticamente significativo".

## Sinopse
Um prostituto gay afro-americano e aspirante a artista de cabaré, Jason é o único presente na tela do filme. Ele narra sua conturbada história de vida para a câmera, por trás da qual Clarke e seu parceiro na época, o ator Carl Lee, provocam e repreendem Jason com hostilidade crescente à medida que o filme avança. O filme emprega técnicas experimentais e cinéma vérité para alcançar a tragédia subjacente à personalidade teatral e exagerada de Jason.

## Histórico de produção
As filmagens de Portrait of Jason aconteceram na sala de estar da cobertura de Clarke no Hotel Chelsea. As filmagens começaram às 21h do sábado, 3 de dezembro de 1966, e terminaram 12 horas depois. Embora Clarke originalmente pretendesse que Jason fosse o único personagem falante no filme, ela incluiu as vozes dela, de Carl Lee e de outros membros da equipe fora da tela na versão final. Mais tarde, ela revelou por que fez isso:
Quando vi os juncos, soube que a verdadeira história do que aconteceu naquela noite na minha sala tinha que incluir todos nós e, portanto, nossas sondagens de perguntas e reações, nossas irritações e raivas, assim como nossas risadas continuam fazendo parte do filme, essencial para a realidade de uma noite de inverno em 1967.
A inclusão das vozes fora da câmera é mais importante no filme final, quando Carl Lee e outros começam a atacar verbalmente Jason pelos erros que ele cometeu ou pela percepção de seu mau caráter. As agressões fazem Jason ficar na defensiva e choroso pela primeira vez no filme. No entanto, bem no final do filme, ele ignora os ataques contínuos, tentando fazer piadas com eles, embora, em total contraste com o filme antes do filme final, ele próprio não ria. Suas palavras finais são: "Finalmente. Oh, isso foi lindo. Estou feliz com tudo isso." Seu rosto é mais uma vez uma abstração completamente fora de foco, então a falta de informação visual torna difícil saber se essas palavras pretendem ser sarcásticas.

## Recepção contemporânea
Após seu lançamento em 1967, Bosley Crowther do The New York Times admirou Portrait of Jason como um "exemplo curioso e fascinante de cinema vérité, cujas ramificações não podem ser conhecidas imediatamente". O cineasta sueco Ingmar Bergman chamou Portrait of Jason de "o filme mais extraordinário que já vi na minha vida".

## Restauração e relançamento
Em 2013, Dennis Doros, cofundador da Milestone Films e membro do conselho da Association of Moving Image Archivists, deu uma série de palestras para universidades e sociedades cinematográficas sobre a busca pelo filme, que era considerado perdido. No entanto, a impressão original do filme apareceu nos arquivos do Wisconsin Center for Film and Theatre Research.
Um esforço intensivo de restauração da impressão original recebeu mais de US$ 26.000 de uma campanha Kickstarter, bem como financiamento do Academy Film Archive. Entre outros financiadores estavam Steve Buscemi, o Winterfilm Collective e a TIFF Cinematheque.
Josef Lindner e Michael Pogorzelski supervisionaram a restauração, que envolveu a cooperação do Wisconsin Center for Film and Theatre Research, do Instituto Sueco do Cinema, do UCLA Film & Television Archive, do Harry Ransom Center, do Berlinale International Forum of New Cinema, e de Wendy Clarke. A masterização da restauração foi concluída pela Modern Videofilm.
Em abril de 2013, a Milestone Films lançou a impressão restaurada.

## Recepção posterior
Em 16 de fevereiro de 2023, Portrait of Jason detém um índice de aprovação de 100% no Rotten Tomatoes, com base em 27 avaliações, com uma classificação média de 8,7/10. O consenso dos críticos do site diz: "Como qualquer grande obra de arte, Portrait of Jason conta uma história que vai muito além de sua tela no ato de iluminar seu tema." No Metacritic, o filme tem uma pontuação média ponderada de 87 em 100, com base em 4 críticos, indicando "aclamação universal".
Melissa Anderson, do The Village Voice, escreveu que Portrait of Jason "diz mais sobre raça, classe e sexualidade do que qualquer filme anterior ou posterior".

A documentarista Connie Field avaliou o filme de forma bastante negativa:
Eu senti que [Clarke] o estava explorando... não por causa... de tentar revelar uma pessoa. ... se você basicamente deixa alguém bêbado na frente da sua câmera, isso é exploração. ... Quem se importa se a realidade é que essa pessoa bebe muito? Você é quem fornece a bebida. ... no final, quando ele está chorando, vejo um bêbado chorando, e penso apenas 'um bêbado chorando' e não 'sua alma está sendo revelada'.
Em 2015, Stephen Winter dirigiu um filme chamado Jason and Shirley, começando com Sarah Schulman e Jack Waters, que é uma re-imaginação ficcional e crítica das filmagens de um dia inteiro de Portrait of Jason em dezembro de 1966.